# Списък на римските пътища
Списъкът на римските пътища отразява запазените римски пътища.

## Римски пътища през Алпите
- Via Claudia Augusta (15 г.), от Венето през Верона за Augusta Vindelicorum (Аугсбург)
- Via Claudia Augusta Altinate (47 г.), от Алтино на Адриатическо море за Инсбрук и Донаувьорт
- Via Gemina, от Аквилея за Аемона (днешна Любляна, Словения)
- Via Iulia Augusta (2) или Via Giulia Augusta (2), от Аквилея за Залцбург
- Via Raetia (ок. 200 г.), (построен от Септимий Север) от Верона за Augusta Vindelicorum (Аугсбург)
- Bone en Bez, в Швейцария, 1 век.
- Via Decia, при Цирл (още не е доказан)

## Римски пътища в Италия
- Виа Емилия (187 пр.н.е.) от консула Марк Емилий Лепид от Пиаченца за Римини
- Виа Аурелия
- Виа Апия
- Виа Аниа
- Виа Валерия
- Виа Домициана
- Виа Домиция
- Виа Емилия Скавра
- Виа Попилия
- Виа Постумиа
- Виа Пренестина
- Виа Публика
- Виа Юлия
- Виа Галика
- Виа Егнация
- Виа Казилина
- Виа Кампана
- Виа Касия
- Виа Клодия или Виа Клавдия (225 пр.н.е.)
- Виа Латина
- Виа Номентана
- Виа Сакра
- Виа Салария
- Виа Траяна
- Виа Тибуртина
- Виа Фламиния
- Виа Цецилия (142 пр.н.е.)

## Римски пътища в Германия
- Виа Юлия
- Via Claudia Augusta
- Via Ausonia
- Via Belgica
- Via Decia

## Римски пътища на Балканския полуостров
- Виа Егнация (145 пр.н.е.), свързва Тракия с Рим
- Виа Понтика, покрай Черно море, България
- Виа Милитарис, през Белград (Sigindunum), Ниш (Naissus), София (Serdica), Пловдив (Philipopolis), Одрин (Hadrianopolis) и стига до Константинопол
- Виа Траяна (Траянов път), от Филипопол до Мелта
- Виа Мата, свързва Тракия и Долна Мизия
- Виа Флавия (78 г.) от Аквилея, Триест, Пула, през Истрия, през Фиуме за Далмация
- Виа dick, от Пловдив през Пазарджик (където се отклонява Via militatis), Костенец и Самоков до Пауталия, Скопие и Прищина за Сараево
- Виа Истер, по Долен Дунав от Новиодунум (или Новиодунум ад Иструм), Toesmis, Улметум, Доросторум, Трансмариска, Апиария, Нове, Улпия Ескус, Вариана, Цибрус (Ciabrus), Рациария, Cuppae, Виминациум, Демесус, Сингидунум за Сирмиум
- Виа , свързва Сердика – Пауталия – Стоби, като преминава през пътна станция Елея, край село Долни Раковец. Пътят е описан на Пойтингеровата карта

## Римски пътища във Франция и на Корсика
- Виа Агрипа (118 пр.н.е.)

## Римски пътища на Иберийския полуостров
- Виа Августа (8 пр.н.е.)

## Римски пътища в Британия
- Akeman Street
- Ermine Street
- Fen Causeway
- Fosse Way
- London-West of England Roman Roads
- Peddars Way
- Stane Street: Stane Street (Chichester) и Stane Street (St Albans)
- Stanegate
- Watling Street

## Римски пътища в Мала Азия и Близкия Ориент
- Виа Марис, свързва Европа със Северна Африка - по брега от Гърция през Мала Азия през Бейрут (Либия) - Газа - през делтата на Нил към Кайро (Египет)
- Виа Нова Траяна (114 г.) в провинция Арабия: от Бостра (Арабия) в Сирия към Аила (Акаба) на Залива (Голф)